# Orestes Marengo
Oresto Marengo SDB (* 28. August 1906 in Le Cecche bei Diano d’Alba, Provinz Cuneo, Piemont; † 30. Juli 1998 in Tura, Indien) war ein italienischer Ordenspriester, Missionar in Assam und der erste Bischof in den Garo Hills.

## Leben
Nachdem er in die Ordensgemeinschaft der Salesianer Don Boscos eingetreten war und seine Studien in Philosophie und Theologie abgeschlossen hatte, wurde er am 2. April 1932 zum Priester geweiht. Am 12. Juli 1951 wurde er zum Bischof von Dibrugarh in Indien ernannt. Die Weihe fand am 27. Dezember 1951 statt. Am 6. Juli 1964 wurde er in das Bistum Tezpur transferiert. Schließlich wurde er am 26. Juni 1969 zum Apostolischen Administrator von Tura ernannt, verbunden mit dem Titularbistum Arsacal. Er übte dieses Amt bis zum 12. Januar 1979 aus.
Marengo beherrschte mehr als zwanzig regionale Sprachen und gilt als Pionier des Gesundheitswesens und der Erziehung, insbesondere in den Hinterregionen der Garo Hills. Er starb im Ruf der Heiligkeit. Der Kanonisationsprozess wurde 2007 durch Erzbischof Dominic Jala von Shillong eröffnet.